# كربون متحلل حراريا

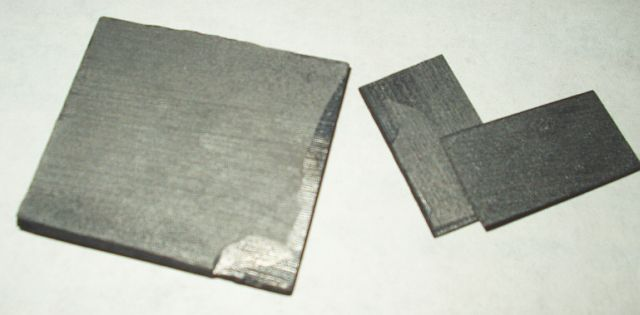

الكربون المتحلل حرارياً (بالانجليزية:Pyrolytic carbon) هو مادة مشابهة للجرافيت، ولكن مع بعض الروابط التساهمية بين صحائف الجرافين لها نتيجة لعيوب في إنتاجها
عموما يتم إنتاجها عن طريق تسخين الهيدروكربون تقريبا إلى درجة حرارة التحلل، والسماح للبلورات الجرافيت (الانحلال الحراري). لعمل طريقة واحدة وهي تسخين الألياف الاصطناعية في فراغ. وهناك طريقة أخرى هي وضع البذور على لوحة في الغاز الساخن جدا لجمع طلاء الجرافيت.و يتم استخدامه في تطبيقات درجة حرارة عالية مثل مخاريط الأنف الصواريخ ومحركات الصواريخ والدروع الحرارية والأفران المختبرية، في الجرافيت المقوى البلاستيك، والأطراف الصناعية الطبية الحيوية.

## الخواص الفيزيائية
وعادة ما يكون لدى عينات الكربون التحليلي طائرة انشقاق واحدة، على غرار الميكا، لأن أوراق الجرافين تبلور في ترتيب مستو، بدلا من الجرافيت، الذي يشكل المناطق المجهرية الموجهة عشوائيا. وبسبب هذا، يحمل الكربون الانحلال الحراري عدة خصائص غير متباينة الخواص. فهو أكثر موصل حراري منقسم من الجرافيت، مما يجعلها واحدة من أفضل الموصلات الحرارية.
الجرافيت بيرولتيك يشكل بلورات الفسيفساء مع الفسيفساء التي تسيطر عليها وتصل إلى بضع درجات.
بل هو أيضا أكثر دياماغنيتيك (χ = −4×10−4) بل هو أيضا أكبر من درجة حرارة الغرفة، وعلى سبيل المقارنة، جرافيت البيتروليك لديه نفاذية نسبية 0.9996 في حين بزموت لديه نفاذيه نسبية 0.9998.

## مغناطيسي الارتفاع
يمكن إجراء عدد قليل من المواد للرفع مغناطيسيا بثبات فوق المجال المغناطيسي من المغناطيس الدائم. على الرغم من أن التنافر المغناطيسي هو من السهل ان يتحقق بين أي مغناطيسين.
فان شكل الحقل يسبب للمغناطيس العلوي لدفع قبالة جانبية بدلا من الاستمرار في الدعم، ممايجعل قوة الرفع مستحيلة للاجسام المغناطسية
في عام 2012، اظهرت مجموعة بحثية في اليابان كربون التحلل الحراري يمكن ان يستجيب لضوء الليزر أو أشعة الشمس الطبيعية بمافيه الكفاية عن طريق الغزل أو التدرج الميداني تتغير القابلية المغناطسية للكربون عند الإضاءة ممايؤدي إلى مغنطة غير متوازنة للمادة.

## تطبيقات
- يتم استخدامه لمخاريط الانف للصواريخ
- يتم استخدامه لتعزيز البلاستيك والمعادن
- يستخدم أحيانا لصنع أنابيب التبغ
- يتم استخدامه لتصنيع هياكل الشبكة في بعض أنابيب فراغ عالية الطاقة
- يتم استخدامه للدراسات النيترون والاشعة السينية
- يستخدم في صمامات القلب الاصطناعية
- شعاعي الرأس الاصطناعي
- كما انه يستخدم في صناعات السيارات

## الروابط الخارجية
https://www.cfccarbon.com/ مركب الكربون المصنع